# Суперкомпютър
Суперкомпютър се нарича компютър, който за момента на създаването си притежава най-високите показатели на капацитет на обработка на данни и в частност, скорост на изчисленията.

## История
Историята на суперкомпютрите започва през 1960 година с компютъра „Атлас“ в Манчестърския университет и серия от компютри в „Control Data Corporation“ (CDC), проектирана от Сиймур Крей. Те използват иновативен дизайн и паралелизъм за постигане на върхова на изчислителна производителност.
„Атлас“ е съвместен проект на „Феранти“ и Манчестърския университет и е проектиран да работи при скорост на обработка, приближаваща една микросекунда на инструкция или около един милион инструкции в секунда. Изграждането на първия „Атлас“ започва официално на 7 декември 1962 година като един от първите суперкомпютри в света – смятан и за най-мощния компютър в света по това време със значителна преднина и за еквивалент на четири „IBM 7094s“.
При „CDC 6600“, проектиран от Крей и завършен през 1964 г., използваните дотогава германиеви транзистори са заменени със силициеви, тъй като те работят по-бързо, а проблемът с прегряването им е решен чрез използване на принудително охлаждане, което прави „CDC 6600“ най-бързия компютър в света. Като се има предвид, че производителността на „CDC 6600“ надминава тази на всички други компютри по това време около 10 пъти, той е наречен „суперкомпютър“, поставяйки началото на пазара за суперкомпютри.
Крей напуска CDC през 1972 година, за да основе своя собствена компания „Cray Research“. Четири години по-късно той представя 80 мегахерцовия „Cray 1“, който става един от най-успешните суперкомпютри в историята. „Cray-2“ е пуснат през 1985 г. и има 8 процесора с течно охлаждане. Работи с производителност 1,9 GigaFLOPS и е вторият по бързодействие в света, след суперкомпютъра „М-13“ в Москва.
Докато суперкомпютрите на 1980-те години използват само няколко процесора, през 1990-те започват да се появяват машини с хиляди процесори както в САЩ, така и в Япония, поставяйки нови рекорди за производителност. Суперкомпютърът „Wind Tunnel“ на „Fujitsu“ използва 166 векторни процесора и заема първото място през 1994 г. с върхова скорост 1,7 GigaFLOPS (GFLOPS) на процесор. „Hitachi SR2201“ постига върхово изпълнение 600 GFLOPS през 1996 г. с помощта на 2048 процесора, свързани чрез бърза триизмерна напречна мрежа. „Intel Paragon“ може да има между 1000 и 4000 „Intel i860“ процесори в различни конфигурации, и е класиран като най-бързият в света през 1993 г. „Paragon“ е „MIMD“ машина, която свързва процесора чрез високоскоростна двумерна мрежа, позволявайки на процесите да се изпълняват на различни възли, комуникиращи през „Message Passing Interface“.

## Употреба
Суперкомпютрите се използват за решаване на задачи, които изискват огромни количества изчисления в секунда. Такива са например проблеми от квантовата механика, метеорологични прогнози и изследвания на климата, моделиране на структури и свойства на химични съединения, биологични макромолекули, полимери и кристали, криптоанализ, физични симулации (например на самолет в аеродинамичен тунел, на взривяване на ядрени оръжия, на ядрен синтез).
Основни потребители на суперкомпютри са големите световни университети, научноизследователски институти, военните ведомства.
В днешно време суперкомпютрите са уникални машини, създавани само по поръчка от компании като Cray, IBM и Hewlett-Packard, които през 1980-те поглъщат много по-малки компютърни компании, придобити заради техния опит.
Към ноември 2012 г. най-бързият суперкомпютър е Titan с производителност от 20 петафлопс, разположен в Националната лаборатория „Оук Ридж“. Разработва се и Cray XC30 с изчислителна мощ от 100 петафлопс, планиран за първото тримесечие на 2013 г. Към края на 2016 г. обаче и двата най-мощни суперкомпютъра в света са китайски – Sunway TaihuLight и Tianhe-2. Особено интересен е TaihuLight, построен изцяло с проектирани и произведени в Китай процесори.

## В България
В годините на разцвет на производството на компютри в България ИЗОТ 1014Е (ЕС 1037), копиран от Magnuson 80/42 по поръчка на Академията на Науките на Съветския Съюз (Magnuson 80/42 е среден клас компютър, съвместим с IBM4341), в конфигурация с 10 матрични процесора ЕС 2709 е представен като българския суперкомпютър с производителност 100 МФлоп/с, изпреварил съветските машини от програмата „Елбрус“. Копирането на ИЗОТ 1014Е от Magnuson 80/42, ( – параграф 10),( – Приложение 3, стр.8 – последен параграф, стр. 9 – първи параграф) е свързано с един от най-тежките случаи на високотехнологична контрабанда от САЩ – аферата Чарлз МакВей II (Charles Julius McVey), разкрита през април 1982 г. По този случай през 1987 г. са издадени две 10-годишни ефективни присъди на Кевин Ерик Андерсон (Kevin Eric Anderson) и Иван Батинич (Ivan Batinic) от групата на Чарлз МакВей II. Машина от този тип е монтирана в Института по космически изследвания на АН на СССР и на нея се извършва компютърно моделиране на траекториите на космическите сонди Вега 1 и Вега 2.
- 2008 г. – България влиза на позиция 126 в класацията със своя първи суперкомпютър Blue Gene, разположен в Националния център за суперкомпютърни приложения. Към ноември 2009 г. е на 377-о място, а към ноември 2012 той вече е извън първите 500 по производителност;[12]

- 2015 г. – в Центъра за високопроизводителни пресмятания при ИИКТ на БАН, влиза в действие вторият български суперкомпютър Авитохол. При пускането му в действие, през ноември, 2015 г., Авитохол е на 388-мо място, в TOP500 на компютрите, в света.[13]

- 2016 г. От юли  в София Тех Парк работи клъстерът „Нестум“, базиран на компактна хомогенна компютърна архитектура с общо 768 ядра, всяко с по 4 GB оперативна памет (общо 3 TB), с теоретична производителност на изчисленията 23 347 ГФлопс. Въпреки високата производителност на системата, към момента на пускане в действие е извън TOP500 и формално, не може да се дефинира като суперкомпютър.[14]

- 2022 г. В София Тех Парк работи Discoverer – петаскейл суперкомпютър, част от инфраструктурата EuroHPC,[15] Той е с изчислителна мощност от над 4,51 петафлопс.[16] От 2024 г. Discoverer е в процес на надграждане.[17]